# John Leguizamo

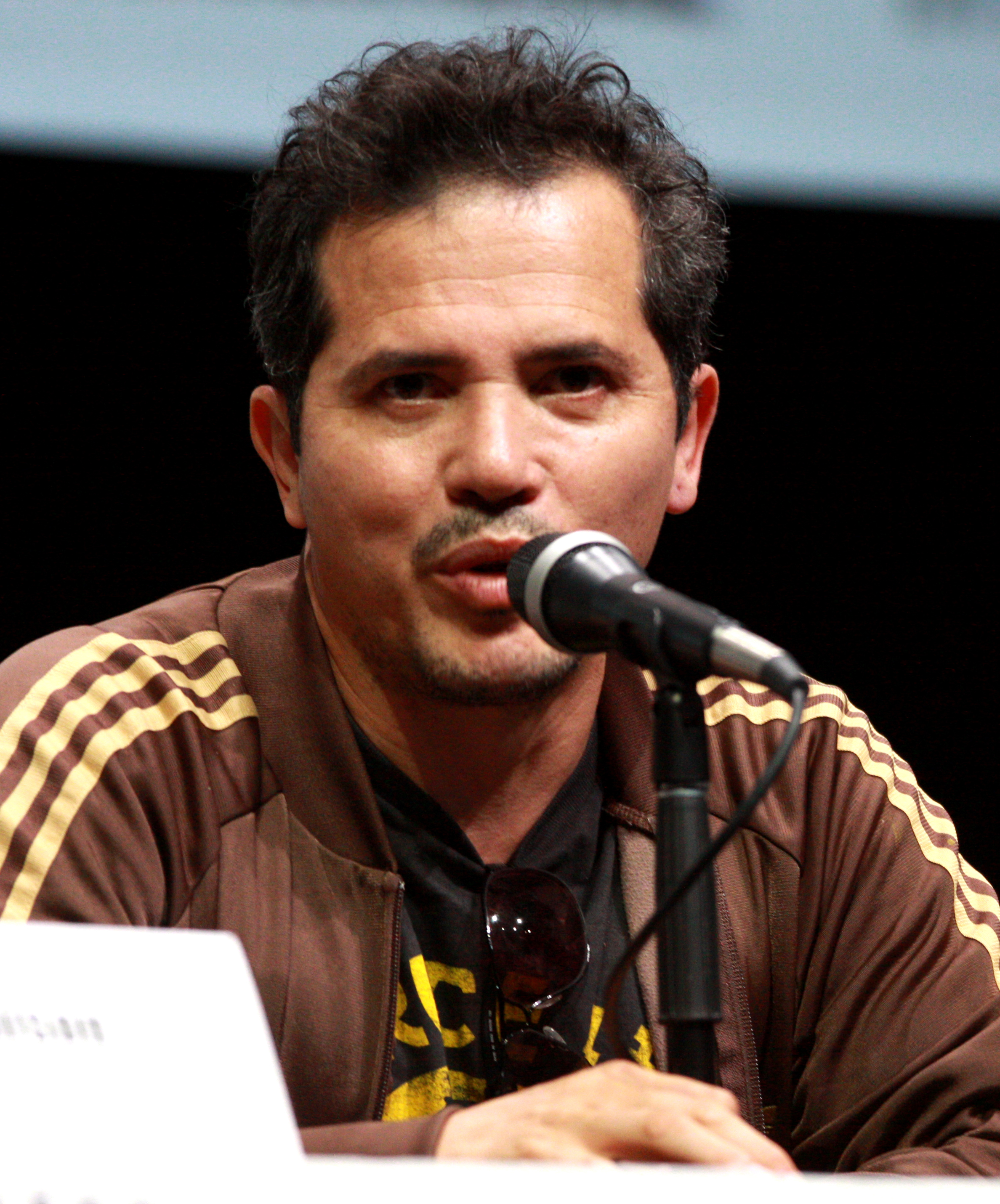
Leguizamo i juli 2013.

John Leguizamo, född 22 juli 1960 i Bogotá, Colombia, är en colombiansk-amerikansk skådespelare, komiker, filmproducent och manusförfattare. Leguizamo använder även pseudonymen Damien Garcia.
Leguizamos familj flyttade till USA när han var fyra år och han växte upp i Queens, New York. Han började sin karriär som komiker och fick sitt genombrott som filmskådespelare med rollen som Luigi i Super Mario Bros. (1993).

## Filmografi i urval
- 1989 – Uppgörelsen
- 1990 – Die Hard 2
- 1991 – Dödlig hämnd
- 1993 – Carlito's Way
- 1993 – Super Mario Bros.
- 1995 – High Heels
- 1996 – Beslut utan återvändo
- 1996 – Romeo + Julia
- 1996 – The Fan
- 1998 – Dr. Dolittle
- 2000 – Titan A.E. (röst)
- 2001 – Den galna jakten på ringen
- 2001 – Moulin Rouge!
- 2002 – Collateral Damage
- 2002 – Empire
- 2002 – Ice Age (röstroll)
- 2002 – In the Heat of Fire (TV-film)
- 2002 – Spun
- 2005 – Assault on Precinct 13
- 2005 – Land of the Dead
- 2005–2006 – Cityakuten (TV-serie)
- 2006 – Ice Age 2 (röstroll)
- 2006 – The Alibi
- 2007 – The Take
- 2008 – Righteous Kill
- 2008 – The Happening
- 2009 – Ice Age 3 (röstroll)
- 2010 – Vanishing on 7th Street
- 2011 – The Lincoln Lawyer
- 2012 – Ice Age 4 - Jorden skakar loss (röstroll)
- 2013 – Kick-Ass 2
- 2013 – The Counselor
- 2014 – Chef
- 2014 – Cymbeline
- 2014 – John Wick
- 2014 – Ride Along
- 2015 – A Conspiracy on Jekyll Island
- 2015 – American Ultra
- 2015 – Experimenter
- 2015 – Sisters
- 2016 – Ice Age 5 (röstroll)
- 2017 – John Wick 2
- 2018 – Waco (TV-serie)
- 2022 – Violent Night
- 2023 – The Power (TV-serie)
- 2025 – Smoke (TV-serie)
- 2025 – Tin Soldier
- 2026 – The Odyssey